# Вище театральне училище імені М. С. Щепкіна
Вище театральне училище імені М. С. Щепкіна (рос. Высшее театральное училище имени М. С. Щепкина) при Державному академічному Малому театрі Росії — найстаріша театральна школа Москви.

## Історія
Було засноване імператором Олександром I 28 грудня 1809 року під назвою «Московське імператорське театральне училище».
У 1910-х роках училище було закрите, але у 1918 році під назвою «Драматичні курси при Державному академічному Малому театрі» були відновлені.
У 1922-1932 роках «Драматичні курси при Державному академічному Малому театрі» були перейменовані на «Театральні майстерні при Державному академічному Малому театрі». 
У 1932 році школа змінила назву на «Театральний технікум імені М.С. Щепкіна», на честь Михайла Щепкіна.
1935 року технікум став називатися «Театральне училище ім. М.С. Щепкіна».
У 1943 році «Театральне училище ім. М.С. Щепкіна» отримало статус вищого навчального закладу.

## Кафедр
1. Кафедра майстерності актора
2. Кафедра сценічної мови
3. Кафедра пластичного виховання
4. Кафедра філософії та культурології
5. Кафедра мистецтвознавства